# ترف التقي
ترف التقي، ممثلة لبنانية الجنسية من مواليد بيروت 28 أكتوبر 1997 اشتهرت عبر الدراما السورية، وهي ابنة الفنانة السورية صباح الجزائري من زوجها رجل الأعمال اللبناني رباح التقي، وخالتها هي الفنانة سامية الجزائري، لها شقيقان أخ كرم التقي وأخت رشا التقي.
ومن أبرز أعمالها مرحبا دولة 
خريجة الجامعة اللبنانية الأمريكية وتخصصها علم النفس البشري.

## أعمالها
أول عمل قامت بالمشاركة فيه كان مسلسل (دنيا 2015) مع الفنانة أمل عرفة والفنانة شكران مرتجى.

### في التلفزيون
| المسلسل                    | الدور        |
| دنيا ج2 2015               |              |
| عرب في الفضاء 2018         | كولونيل ليال |
| ورد أسود 2019              | بيسان        |
| حارس القدس 2020            | صباح         |
| ما بين حب وحب 2020         | ليلي         |
| بورتريه 2020               | ريما         |
| طبق الأصل 2020             | يارا         |
| خريف العشاق 2020           | غريس         |
| حارةالقبة 2021             | نجوى         |
| مقابلة مع السيدآدم ج2 2021 | سماح         |
| قيد مجهول 2021             | رند          |
| على قيد الحب 2022          | كيندا        |
| خريف عمر 2023              | سمر          |
| لعبة حب 2024               | مايا         |
| مرحبا دولة 2 2025          | ليلى         |

### في السينما
- فيلم لآخر العمر إنتاج الهيئة العامة للإذاعة والتلفزيون - سوريا عام 2020 إخراج باسل الخطيب.
- فيلم نفق الجلاء إنتاج المؤسسة العامة للسينما في دمشق عام 2022 إخراج مجيد الخطيب.